# Amietophrynus langanoensis
Amietophrynus langanoensis är en groddjursart som först beskrevs av Largen, Tandy och Tandy 1978.  Amietophrynus langanoensis ingår i släktet Amietophrynus och familjen paddor. IUCN kategoriserar arten globalt som otillräckligt studerad. Inga underarter finns listade i Catalogue of Life.